# کنگ امام‌داد
کنگ امام‌داد، روستایی است از توابع بخش میان‌کنگی شهرستان زابل در استان سیستان و بلوچستان ایران.

## جمعیت
این روستا در دهستان مارگان قرار داشته و براساس آخرین سرشماری مرکز آمار ایران که در سال ۱۳۸۵ صورت گرفته، جمعیت آن ۲۲۱نفر (۴۲خانوار) بوده‌است.